# Starzel (Prim)
| Zuläufe und Bauwerke \| Starzel \| Starzel \| Starzel \| \| ------------------- \| ------- \| ------------------ \| \| Legende \| \| \| \| \| \| \| \| \| \| Äsplebach \| \| Schörzingen \| \| Schörzingen \| \| \| \| Eschelgraben \| \| \| \| \| \| \| \| Haldengraben \| \| \| \| Erschengraben \| \| Hangelbrunnengraben \| \| \| \| Vogelsbergbach \| \| \| \| Stungen \| \| Stungen \| \| \| \| Stapfelbach \| \| \| \| Gosheimer Bach \| \| \| \| \| \| Wellendingen \| \| Wellendingen \| \| Wilflinger Straße \| \| Wilflinger Straße \| \| Frittlinger Straße \| \| Frittlinger Straße \| \| \| \| \| \| \| \| Löchlesbach \| \| Damm HRB \| \| Damm HRB \| \| \| \| \| \| Neufra \| \| Neufra \| \| Wellendinger Straße \| \| Zimmerergasse \| \| Stuttgarter Straße \| \| Spaichinger Straße \| \| Bachstraße \| \| Bachstraße \| \| B 14 \| \| B 14 \| \| Prim \| \| \| |  |                    |
| Starzel |  |                    |
| Legende |  |                    |
| |  |                    |
| |  | Äsplebach          |
| Schörzingen |  | Schörzingen        |
| |  | Eschelgraben       |
| |  |                    |
| |  | Haldengraben       |
| |  | Erschengraben      |
| Hangelbrunnengraben |  |                    |
| Vogelsbergbach |  |                    |
| Stungen |  | Stungen            |
| |  | Stapfelbach        |
| |  | Gosheimer Bach     |
| |  |                    |
| Wellendingen |  | Wellendingen       |
| Wilflinger Straße |  | Wilflinger Straße  |
| Frittlinger Straße |  | Frittlinger Straße |
| |  |                    |
| |  | Löchlesbach        |
| Damm HRB |  | Damm HRB           |
| |  |                    |
| Neufra |  | Neufra             |
| Wellendinger Straße |  | Zimmerergasse      |
| Stuttgarter Straße |  | Spaichinger Straße |
| Bachstraße |  | Bachstraße         |
| B 14 |  | B 14               |
| Prim |  |                    |

Die Starzel ist ein etwas über zwölf Kilometer langer, nordwestlicher und rechter Zufluss der Prim in Baden-Württemberg. Sie fließt am Westrand der Schwäbischen Alb im Zollernalbkreis und im Landkreis Rottweil, am Unterlauf reicht auch der Landkreis Tuttlingen auf einem kurzen Abschnitt ans linke Ufer.

## Geographie

### Verlauf
Die Starzel entspringt am Albtrauf auf einer Höhe von 812 m ü. NHN am Schenkenrain bei Schömberg-Schörzingen nahe der Gemarkungsgrenze zu Deilingen.
Sie durchfließt Schörzingen sowie die Gemeinde Wellendingen, streift die Gemeinde Frittlingen und durchfließt den Rottweiler Stadtteil Neufra, wo sie auf einer Höhe von 576 m ü. NHN von rechts in die Prim mündet.
Der 12,3 Kilometer lange Lauf der Starzel endet etwa 236 Höhenmeter unterhalb ihrer Quelle, sie hat somit ein mittleres Sohlgefälle von etwa 19 ‰.

### Einzugsgebiet
Das Einzugsgebiet ist 25,1 km² groß und hat die Kontur einer sehr schmalen, südwestwärts ausgerichteten Spindel, in der die Starzel relativ mittig verläuft. Der höchste Punkt auf 1015,7 m ü. NHN auf dem Lemberggipfel. Hier grenzt das Einzugsgebiet direkt an das Einzugsgebiet der Bära und damit an die Europäische Hauptwasserscheide. Der westlichste Teil des Einzugsgebietes gehört naturräumlich gesehen zur Hohen Schwabenalb, der Großteil jedoch zum Südwestlichen Albvorland. Die Mündung liegt bereits in den Oberen Gäuen.
Das Einzugsgebiet umfasst alle Schichten der Opalinuston-Formation des Mitteljuras über den Sandsteinkeuper bis hinunter zum Gipskeuper des Mittelkeupers.

### Zuflüsse und Seen
Liste der Zuflüsse von der Quelle zur Mündung. 
Ursprung der Starzel auf etwa 812 m ü. NHN in Schörzingen nahe der Gemarkungsgrenze zu Deilingen.
- Äsplebach, von links und Süden
- Eschelgraben, von links und Süden
- Haldengraben, von links und Osten
- Erschengraben, von links und Südosten
- Hangelbrunnengraben, von rechts und Norden
- Vogelsbergbach, von rechts und Nordwesten
- Stapfelbach, von links und Osten
- Gosheimer Bach, von links und Osten
- Löchlesbach (oder Hessentalbach) von links und Osten

Mündung der Starzel von rechts und Osten auf 576 m ü. NHN bei Neufra in die Prim. Der Bach ist 12,3 km lang und hat ein Einzugsgebiet von 25,1 km².

## Typologie
Der Bach gehört von der Quelle bis Wellendingen zu den biozönotisch bedeutsamen Fließgewässertyp Grobmaterialreicher, karbonatischer Mittelgebirgsbach und ist danach bis zur Mündung vom Typ Feinmaterialreicher, karbonatischer Mittelgebirgsbach des Keupers.

## Hochwasserschutz
Ein Starzel-Hochwasser überflutete im Jahr 1987 den Rottweiler Stadtteil Neufra. Dies wurde zum Anlass genommen, ein Hochwasserrückhaltebecken oberhalb des Ortes zu errichten, um Neufra vor weiteren Hochwasserereignissen zu schützen. Das Dammbauwerk im Gewann Brachfürtle wurde 1998 eingeweiht.

## Natur und Umwelt

### Naturschutz und Schutzgebiete
Die Starzel entspringt im Vogelschutzgebiet Südwestalb und Oberes Donautal und im Naturpark Obere Donau. Sie fließt westlich von Schörzingen und südlich von Wellendingen zwei Mal durch das FFH-Gebiet Prim-Albvorland.

### Flora und Fauna
In der Starzel kommen Populationen der nach der FFH-Richtlinie geschützten Arten Steinkrebs und Groppe vor. Streckenweise wird der Bach auch von Beständen der FFH-Lebensraumtypen Auwald mit Erle Esche, Weide und Feuchte Hochstaudenfluren gesäumt.

### LUBW
Amtliche Online-Gewässerkarte mit passendem Ausschnitt und den hier benutzten Layern: Lauf und Einzugsgebiet der Starzel

Allgemeiner Einstieg ohne Voreinstellungen und Layer: Daten- und Kartendienst der Landesanstalt für Umwelt Baden-Württemberg (LUBW) (Hinweise)
1. ↑  Höhe nach dem Höhenlinienbild auf dem Hintergrundlayer Topographische Karte.
2. 1 2  Höhe nach blauer Beschriftung auf dem Hintergrundlayer Topographische Karte.
3. 1 2  Länge nach dem Layer Gewässernetz (AWGN).
4. 1 2  Einzugsgebiet nach dem Layer Basiseinzugsgebiet (AWGN).
5. ↑  Höhe nach schwarzer Beschriftung auf dem Hintergrundlayer Topographische Karte.
6. ↑  Schutzgebiete nach den einschlägigen Layern, Natur teilweise nach dem Layer Biotop.

### Andere Belege
1. ↑  Friedrich Huttenlocher: Geographische Landesaufnahme: Die naturräumlichen Einheiten auf Blatt 178 Sigmaringen. Bundesanstalt für Landeskunde, Bad Godesberg 1959. → Online-Karte (PDF; 4,3 MB)
2. ↑  Geologie nach den Layern zu Geologische Karte 1:50.000 auf: Mapserver des Landesamtes für Geologie, Rohstoffe und Bergbau (LGRB) (Hinweise)
3. ↑  Winfried Scheidel: Damm hält Flut gerade noch in Grenzen. In: Schwarzwälder Bote. 3. Juni 2013, abgerufen am 11. August 2021.
4. ↑   Regierungspräsidium Freiburg (Hrsg.): Managementplan für das FFH-Gebiet 7818-341 Prim-Albvorland. bearbeitet von Mailänder Consult GmbH. 15. November 2016 (137 S., baden-wuerttemberg.de [PDF]).